# 映画ドラえもん のび太の新恐竜
- ドラえもん > ドラえもんの派生作品 > ドラえもん (2005年のテレビアニメ)  > ドラえもん映画作品 > 映画ドラえもん のび太の新恐竜

『映画ドラえもん のび太の新恐竜』（えいがドラえもん のびたのしんきょうりゅう）は、2020年の日本のSFコメディアニメ映画。藤子・F・不二雄の漫画『ドラえもん』を原作とした、映画「ドラえもん」シリーズの第40作である。監督は今井一暁、脚本は川村元気が務めた。
当初は3月6日に公開予定だったが、新型コロナウイルスの感染拡大により、8月7日に公開が延期となった。夏の時期に公開されるのは、2014年に製作された『STAND BY ME ドラえもん』（8月8日公開）以来6年ぶり、3DCGアニメではない作品では1981年に製作された『ドラえもん ぼく、桃太郎のなんなのさ』（第1期、8月1日公開）以来39年ぶりとなった。
キャッチコピーは「ハロー！ 新のび太。」。

## 概要
ドラえもんの漫画連載50周年、かつ大長編シリーズおよび映画第1作『のび太の恐竜』（1980年）の40周年を記念した作品。恐竜にスポットを当てた作品群ではリニューアル後初の作品である第26作『映画ドラえもん のび太の恐竜2006』（2006年）を含めて通算3作目。並行して漫画版が月刊コロコロコミックにて連載され、第2期大長編シリーズでは7作目となる。
ドラえもんは漫画連載50周年の節目を迎えた当初から2つの劇場作品の公開が予定されており、春季に『のび太の新恐竜』、夏季に『STAND BY ME ドラえもん 2』と連続公開が予定されていた。しかし、新型コロナウイルスの感染拡大の影響から、本作は『STAND BY ME ドラえもん 2』の公開日に、後者は初めてとなる秋季（11月20日）にそれぞれ公開日が延期された。
首長竜のピー助を重点に置いた漫画の短編および大長編作品とは別に川村元気が新たに書き下ろし、偶然見つけた新種の双子恐竜・キューとミューを育てるため、時空を超え奮闘するのび太たちの姿が描かれる。児童小説や原作の短編を原案としない作品では2015年公開の『映画ドラえもん のび太の宇宙英雄記』以来5年ぶりのことである。

## ストーリー
スネ夫たちと恐竜展を訪れたのび太は、化石発掘体験で恐竜の卵の化石を見つけた。「タイムふろしき」をかぶせると、生まれてきたのは双子の羽毛恐竜。それも「宇宙完全大百科」に載っていない新種（新恐竜）だった。のび太は双子の恐竜に「キュー」と「ミュー」と名付け、時には恐竜博士のアドバイスを受けつつ、ノビサウルスランド（「飼育用ジオラマセット」）の中でドラえもんと一緒に育てていく。すくすくと成長する二匹は徐々に違いを見せ、軽やかに滑空するミューに対しキューは無様にばたついてしまうため、飛ぶことが出来なかった。そしていよいよジャイアンたちの前でお披露目する日がやってくる。しかし騒ぎに気付いたママから隠そうと「空間移動クレヨン」を使ったことで町の住民たちに目撃されてしまい、キューとミューを現代で育てていくことに限界が来てしまう。仲間の元へ返すことに一度は葛藤するのび太だったが、やがて決意を固めると、翌朝にしずか、スネ夫、ジャイアンを連れて「タイムマシン」に乗り込んだ。
「タイムふろしき」で化石が卵へ戻った時間から逆算し、後期白亜紀へ向かう一行。誤ってジュラ紀に着いてしまうというトラブルがありつつもなんとか目的の時代へ到着し、「たまご探検隊」などのひみつ道具を使いながらキューとミューの仲間の行方を追跡する。その様子を白い猿の姿をした男・ジルが、ナタリーという謎めいた女と通信しながら密かに監視していた。見張られていることも知らずキューとミューの仲間を探す一行は、旅の途中「ともチョコ」でゴルやトップといった恐竜たちを仲間に加えながらついに海まで到達する。二手に分かれて行動するもジャイアンとスネ夫はジルに捕えられ、ドラえもんたちも巨大な翼竜に強襲されるという危機に陥る。海に落下するのび太とキューだったが、不思議なフタバスズキリュウに助けられ謎の島にたどり着き、ドラえもん・しずか・ミューとも再会を果たす。そこは一行が探していたキューとミューの仲間たち、新恐竜が生息する島だった。さっそくのび太は仲間の元へ二匹を返そうとするが、キューは群れのオスに頬を鋭く引っ掻かれ、仲閒入りを拒絶される。キューは体力が劣っているせいか、他の新恐竜と違って飛べなかった。悔しさと悲しみに震えるのび太は、キューを立派に飛べるようにしてみせると宣言する。
一方、潜水艇で島に向かうジルはナタリーからディープインパクトが迫っていることを告げられていた。檻から脱出し様子をうかがっていたジャイアンとスネ夫は、地図を見て謎の島の真相に気付く。その頃、飛ぶための練習を始めていたのび太とキューの間には心のすれ違いが起きてしまい、練習が中断してしまっていた。俯くのび太はしずかに励まされ「たずね人ステッキ」でキューを探すと、そこには一匹で練習を続けるキューの姿があった。心を打たれたのび太も苦手な逆上がりが出来るようになろうと共に練習を始める。その時、空を光り輝く巨大な物体が流れる。
ジャイアンとスネ夫も駆けつけ、全員揃ったところでドラえもんはここが六千六百万年前、メキシコのユカタン半島に隕石が衝突したことで恐竜たちが絶滅した時代だと告げる。隕石を宇宙に返すため「逆時計」を使おうとするのび太だったが、そこへ「タイムスキッパー」が出現し、ナタリーが一行の行動を制止させる。ジルは自分たちがタイムパトロールとしてこの時代を監視していたことを明かし、恐竜を想うのび太の心に寄り添うも、歴史は変えられないと断言する。それでもなおキューとミューたちを助けたいあまり強行しようとしたのび太は隊員達に拘束され、庇おうとするドラえもんたちまでもが連行されそうになってしまう。しかしジルが「チェックカード」をのび太とキューにかざすとカードが発光。ジルたちタイムパトロールは彼らの行動に干渉しないことを決める。
タイムパトロールの拘束からは脱したものの、キューとミューや他の恐竜たちを助ける手立てに悩むドラえもん。しかしジャイアンとスネ夫がもたらした情報により、新恐竜の島がジュラ紀で落としたノビサウルスランド（「飼育用ジオラマセット」）と判明。「空間移動クレヨン」で恐竜たちをノビサウルスランドに移動させ、ジオラマの「天候調節機能」で隕石衝突の熱風から守る救出作戦を開始する。熱風到達のタイムリミットが迫る中、島に残って準備するのび太とドラえもんに再び巨大翼竜が襲いかかる。囮になったのび太を助けるため、ついにキューが空を飛んだ。キューが飛ぼうとして見せていた無様な動作は羽ばたきの兆候だったのだ。滑空から羽ばたきへ、恐竜から鳥へと進化した第一歩、歴史が生まれる瞬間をジルたちは目撃し、驚愕する。恐竜たちは救出されて島に住み着くことになり、のび太たちもキューとミューに別れを告げた。そんな一行の姿にジルは翼を進化させた恐竜のように他者を思いやる心、豊かな感情を進化させてきた人間を重ね合わせる。
そして現代、日常へと戻ったのび太は逆上がりに再び挑戦していた。ぐるりと回って見える景色が変わり「出来た」とつぶやくのび太。その頭上を、キューとミューのような二羽の鳥が空高く羽ばたいていった。

## 登場人物

### レギュラーキャラクター
ドラえもん
声 - 水田わさび
子守りネコ型ロボット。野比のび太を一人前の大人にするため、22世紀の未来からやってきた。どら焼きが大好き、ネズミが嫌い。
「ともチョコ」で結成された友達はアラモサウルス。
野比 のび太（のび のびた）
声 - 大原めぐみ
ドラえもんに面倒を見てもらっている小学生。勉強も運動も苦手、何をやらせてもドジばかりの少年。特技は睡眠、射撃、あやとり。
本作では、「タイムふろしき」で恐竜の卵の化石を包み、キューとミューという双子の恐竜を生み出した。2匹の恐竜のママのように世話をした。自身は逆上がりができず、クラスメートから嘲笑されたが、一方でキューがミューと同じように飛べないことに悩んでいた。白亜紀では、キューが仲間に溶け込めるようにするために、自身が逆上がりの練習をし、同時にキューも飛ぶ練習をした。隕石が落ちると、「逆時計」を使おうとしたのだが、タイムパトロールに阻止された。しかし、ジルは「チェックカード」を使って彼が歴史上重要な存在であり、干渉してはならないことを証明した。
源 静香（みなもと しずか）
声 - かかずゆみ
本作のヒロイン。のび太が憧れるクラスメイトの少女。愛称は「しずかちゃん」。お風呂が大好き。趣味はバイオリンだが、とても下手。
「ともチョコ」で結成された友達はミュー。のび太とキューが喧嘩している時、のび太を励ました。
剛田 武（ごうだ たけし）
声 - 木村昴
のび太のクラスメイトの友達。乱暴なガキ大将。通称は「ジャイアン」。趣味は歌うことだが、信じられないような悪声の持ち主。
「ともチョコ」で結成された友達はタルボサウルスであるゴル。自称少年探検隊のリーダー。
骨川 スネ夫（ほねかわ スネお）
声 - 関智一
のび太のクラスメイトの友達。家庭が裕福であり、自慢話が好きな少年。
「ともチョコ」で結成された友達はシノケラトプスであるトップ。
野比 玉子（のび たまこ）
声 - 三石琴乃
のび太の母。
野比 のび助（のび のびすけ）
声 - 松本保典
のび太の父。
出木杉 英才（できすぎ ひでとし）
声 - 萩野志保子
のび太のクラスメイトの少年。学業優秀でスポーツ万能、非凡な知識を持つ優等生。
先生
声 - 高木渉
のび太たちの学級の担任教師。
安雄（やすお）
声 - 慶長佑香
のび太のクラスメイトの少年。
はる夫（はるお）
声 - 矢口アサミ
のび太のクラスメイトの少年。

### ゲストキャラクター

#### 恐竜
キュー
声 - 遠藤綾
のび太が入手した卵から生まれた緑色のオスの羽毛恐竜。背中にスペードに似た模様がある。生まれつき双子の兄弟であるミューに比べて小柄な体格で、尻尾と羽も短い。誕生当初は食事もまともに摂れないほど体機能が低く、成長してからも滑空飛行ができず、羽ばたくような動作を繰り返していた。実は鳥に進化する過程のきっかけとなった個体であり最終的には羽ばたきによる飛翔を成功させる。
ミュー
声 - 釘宮理恵
キューと同じ卵から生まれたピンク色のメスの羽毛恐竜。背中にハートに似た模様がある。のび太が与えた餌を率先して食べるほか、ひみつ道具の「たまご探検隊」を食べようとして止められるなど食いしん坊な部分が度々描写されている。
ゴル
声 - 間宮康弘
ジャイアンがひみつ道具「ともチョコ」で友達になったタルボサウルス。映画パンフレットでは「ティラノサウルスの仲間」と「タルボサウルス」の両方が表記されており、映画版・映画ストーリー（漫画）版・小説版・ゲーム版ではティラノサウルスと表記されている。
トップ
声 - 下和田ヒロキ
スネ夫が「ともチョコ」で友達になったシノケラトプス。映画パンフレットでは「トリケラトプスの仲間」と「シノケラトプス」の両方が表記されている。小説版ではトリケラトプスと表記されている。ゲームではのび太がトリケラトプスと勘違いするが、「角が一本だからその仲間」とドラえもんが補足する形となっている。
新恐竜
キューとミューの仲間。白亜紀のある場所で群れで暮らしている。ミューのことはすぐに仲間として受け入れたが、飛べないキューは仲間として認めず攻撃を仕掛けた。
巨大翼竜
本作の悪役。最初は逃げ惑うプテラノドンたちの上空にシルエットのみで登場し、岸壁にやってきたドラえもんたちが巨大な足跡を見つけた直後、ついに姿を現しキューに襲いかかる。新恐竜の島にもやって来て巣を襲撃し、のび太やキューを執拗に付け狙う。
最後はのび太とキューによってドラえもんの元へ誘導され、そのままスモールライトの光を浴びてスズメほどに小さくなってしまい、どこかへ飛び去っていった。
フタバスズキリュウ
声 - 神木隆之介
群れの中にいた成体の一匹が溺れかけたのび太とキューを助ける。気を失っていたのび太が見た夢の中では、『のび太の恐竜2006』に登場したピー助が幼体の姿で現れ、声を発した。
成体の外見もピー助にとてもよく似ており、背中に乗せたのび太を気遣う描写がある。物語の終盤では現代へ帰還するのび太たちを眺めたのち、海の中へと潜っていった。その関係性は映画および映画ストーリー（漫画）・小説・ゲームではっきりと明示はされていない。
映画のエンドロールでは「ピー助」および『のび太の恐竜2006』で同役を務めた神木隆之介が「特別出演」としてクレジットされる。
漫画版では、博物館に飾られているフタバスズキリュウの標本を見て、のび太がピー助のことを思い出すシーンが描写されている。

#### タイムパトロール
ジル
声 - 木村拓哉
白亜紀にはまだ存在しないはずの猿のような姿に扮している謎の男。その正体は、タイムパトロールの隊員であり、歴史が変わらないよう駐在しながら白亜紀の日本を監視していた。恐竜学者でもあり、任務の傍ら新恐竜の研究をしている。所持する「チェックカード」がのび太とキューに反応すると、以降のドラえもんたちの行動には干渉せず見守る立場をとった。
『のび太と空の理想郷』（2023年）ではドラえもんが「タイム新聞」で取り出した「日本未来新聞」に顔写真で登場した。
ナタリー
声 - 渡辺直美
ジルと通信した上で、同じくのび太たちの行動を監視する謎の女。その正体は、タイムパトロールの長官であり、恐竜絶滅の歴史を変えようとするのび太たちの前に現れ、警告を無視しようとするのび太の拘束を隊員たちに命じた。「チェックカード」反応後はのび太の拘束を解き、ドラえもんたちの行動を「タイムスキッパー」からジルや隊員たちと共に監視するが、のび太が巨大翼竜から落下しそうになった際は介入を試みようとする。

#### その他
恐竜博士
声 - 小野大輔
冒頭でのび太たちが訪れた博物館の学芸員。キューとミューを育てるための知識を求めるのび太に専門家の立場からアドバイスした。裏設定ではジルの先祖とされている。
たまご探検隊
声 - 悠木碧（隊長）
キューやミューの仲間の恐竜探しに協力する卵型のメカたち。

## 登場する主な生物
- オビラプトル[11]
- ティタノサウルス[11]
- シュヴウイア[11]
- スピノサウルス[11]
- タペジャラ[11]
- シャントゥンゴサウルス[11]
- モササウルス[11]
- デイノスクス[11]
- ヤンチュアノサウルス[12]
- プテラノドン[12]
- オロロティタン[12]
- プロトケラトプス[12]
- ヴェロキラプトル[12]
- タルボサウルス[12]
- シノケラトプス[12]

## スタッフ
| 原作                                 | 藤子・F・不二雄 |
| 企画/監修                            | 藤子プロ |
| 絵コンテ                             | 今井一暁 |
| キャラクターデザイン/総作画監督      | 小島崇史 |
| 新恐竜デザイン協力                   | 河毛雅妃 |
| プロップデザイン                     | 鈴木勤 |
| 演出統括                             | 八田洋介 |
| 演出                                 | 重原克也 押山清高 |
| 作画監督                             | 小島崇史 押山清高 岸野美智 山川浩臣 西村貴世 清水洋 吉田奏子 山下晃 |
| 作画監督補佐                         | 中本和樹 辻繁人 堤舞 曽々木安恵 松永絵美 三輪修 |
| 原画                                 | 大塚正実 押山清高 宮本佐和子 河野悦子 辻繁人 今井有文 中本和樹 山口晋 神戸佑太 北山修一 加来哲郎 加来由加里 佐藤雅弘 曽々木安恵 堤舞 千葉ゆみ 山下晃 三輪修 箕輪博子 茂木琢次 松永絵美 藤原巧和 藤澤研一 河毛雅妃 石田廣二 わしお 菅野一期 佐藤由貴 湯舟正博 小林直樹 鄧佳湄 滝口弘喜 岩佐とも子 本城恵一郎 亀澤蘭 斎藤圭一郎 Moaang 前並武志 郷津春奈 杉山圭悟 吉川知希 蒼依ふたば 酒井智史 神谷美也子 小野陽子 中山智代 星野守 九鬼朱 後藤圭二 荒木裕 堀内博之 大谷たらふ 西本浩介 渡邊啓一郎 安藤義信 桝田浩史 大城勝 岡野慎吾 糸篠絵里 小島崇史 岸野美智 清水洋 西村貴世 吉田奏子 山川浩臣 |
| 作画協力                             | スタジオドリアン コミックス・ウェーブ・フィルム オープロダクション 動画工房 マカリア トリガー 7COMm Japan |
| 第二原画                             | 𠮷田清美 小嶌エリナ 大武正枝 原夕佳 堀之内梨絵 久保聡一郎 植田千湖 藤田優奈 降旗秀吉 甲斐順子 尾沢あとり 青木香菜 青木香奈枝 松井瑠生 こすぎなほこ 遠藤良恵 松丸知宏 東田晴子 前川あきら 御出汁 北野幸広 梅林由加里 伊久美安里 池川陽子 古藤菜摘 佐藤優帆 杉薗朗子 今野史枝 今里佳子 小池瞳子 三浦綾華 新田美津姫 姜昭英 平出差知予 楮木知美 涼史乃 陣内元嗣 落合麻衣子 坂口歌奈子 齋藤暖 水谷汐里 小島崇史 株式会社デイヴィッドプロダクション 河野美由紀 久井菜央 COBOS RAI 永山もも 遠藤柚衣 稲垣美奈 柴さくら 板橋美沙 福田菜々子 鎌田英里 R.I.C 阿部温子 大矢由香 橋口菜々 旭プロダクション WHITE FOX ボンズ サンライズ スタジオ・ガッツ すたじおかぐら スタジオ・ウォンバット スタジオあなろぐ トロイカ スタジオコロリド サテライト スノードロップ |
| 動画検査                             | 神谷由季 堀之内梨絵 |
| 動画検査補佐                         | 田中陽子 山本洋平 円田智世 |
| 動画                                 | ベガエンタテイメント 高橋めぐみ 松浦晴花 松浦沙恵 宮本律希 スタジオエル 真水由貴 今村雪絵 内山美那 大枝優斗 大西幸恵 亀井菜海子 木下美佳 木村智美 小西流星 佐伯桃果 砂川渚 関直登 手塚美寿々 樋之口俊貴 中野夏帆 沼田千晶 橋本侑香里 林大樹 藤澤亮子 藤田和実 藤原由璃奈 増田眞太郎 松林彩 森直紀 森脇弘史 ORANGE RYU JA YOUNG HAN SONG HEE SON SEON AH JEONG HYUN JEONG KIM JEONG SOON PARK NAN HEE KIM JUNG LAN SUH YOON JOO KIM HYE JUNG KIM MIN AE LEE KYUNG MI オープロダクション 藤原よしえ 山本芽以 ブラボー・スタジオ 渡辺はるか 田昇浩 MAP 樊如伟 张军 王小梅 樊如雷 樊如伟 张启欣 林中惠 钱嵩渭 朱永 罗丹 仇非易 曹响 刘苏 杨春霞 董敏 徐迎春 候英云 孙超 赵云霞 黄冰芝 邵嘉波 李春晖 缪磊 张越洋 田禄 顾卫兵 沈国圆 優利動画 旭陽動画 常州卡佳動畫製作有限公司 Wish 一条望 阿部開 松本悠生 大同花苗 段一琦 西口菜々美 柚木美那 古池晴香 藤田ひかる Lai Thi Hai Yen 木村光貴 中国無錫太観動画制作有限公司 王鵬 楊緯華 王暁正 張蒙 南海 王暢 呉小松 張剛 馬叢 宗海濤 杜本茂 文丹 C.J.T. シンエイ動画 長島崇 鈴木ひなの 吉田芽以 田中玲名 山本美郷 藤野京子 八木綾乃 大東郁子 原則子 松田晃司 梅林由加里 𠮷田清美 吉沢八重子 長谷川夏美 東田晴子 高貫千津 池田好花 手塚寛子 松本さり ジュリア・デルング リ ブントウ リュウ シャクカ 田中一葉 小島崇史 R.I.C 旭プロダクション STUDIO CL オー・エル・エム WHITE LINE 横浜アニメーションラボ トリガー アニタス神戸 タツノコプロ たくらんけ WONWOO スタジオコロリド MSJ武蔵野制作所 レヴォルト ドラゴンプロダクション ぴえろ スノードロップ TripleA |
| 色彩設計                             | 松谷早苗 |
| 色彩設計補佐                         | 木幡美雪 平出真弓 堀越智子 大金紀子 今泉ひろみ 蝦名佳代子 |
| 色指定/検査                          | 倉内美幸 横井未加 大塚奈津子 |
| 仕上検査補佐                         | 丸山麻美 阿彦真凛 曽我早紀子 長岡柚衣 |
| 仕上                                 | ベガエンタテイメント 高橋めぐみ 松浦晴花 松浦沙恵 宮本律希 スタジオエル 真水由貴 今村雪絵 内山美那 大枝優斗 大西幸恵 亀井菜海子 木下美佳 木村智美 小西流星 佐伯桃果 砂川渚 関直登 手塚美寿々 樋之口俊貴 中野夏帆 沼田千晶 橋本侑香里 林大樹 藤澤亮子 藤田和実 藤原由璃奈 増田眞太郎 松林彩 森直紀 森脇弘史 ORANGE AN YOUNG AE MOON SUNG HEY KIM EUN HEE JUN EUN JOO CHOI SU KYOUNG LEE YEON JU KIM SEON MI OH KYUNG HEE SHIN SANG YEON HWANG JI YOUNG MAP 张利林 王雪 张利新 赵艳 庄梦思 吴益银 张红娇 施鹏 纪新浪 刘恒强 田海平 優利動画 旭陽動画 常州卡佳動畫製作有限公司 Wish 伊藤敦子 奥井恵美子 井上昭子 長尾朱美 斎藤知津江 寺島伸弥 梅村利恵子 田中照佳 今本滉紀 大滝あや 張涵錚 山﨑紗良 スタジオ・ロード 大場昭子 (株)スタジオ タージ 土屋透治 宮原奈緒子 南龍介 小栁寿志 畑中章行 R.I.C 旭プロダクション STUDIO CL WHITE LINE MSJ武蔵野制作所 アルテミス WONWOO TripleA |
| 美術監督                             | 秋山健太郎 井上一宏 |
| 美術設定                             | 秋山健太郎 |
| 背景美術                             | スタジオ Pablo 座間智子 嶋田昭夫 今井修 河合佑香 藤井綾香 鈴木隆之 藤野真里 矢口聖奈 松村良樹 石田幸 水野隆文 堀川あゆみ 齋藤瑞貴 土橋久美 佐々木利奈 秋山健太郎 スタジオ Pablo 福岡 福田健二 竹下加奈愛 八道大地 斉藤恵 小阪部直子 金山えみ子 長澤康治 吉岡誠子 花田千恵子 北山奈知 青柳ゆづか 川久保美冴 でほぎゃらりー 笠井美枝 小粥郁子 草薙 後藤亮太 薛平 朱喬丹 小倉一男 井上一宏 |
| 背景協力                             | NAM HAI HOANG LONG BAO CHAU THAO PHUONG NGOC HAN MY TIEN VINH PHUOC THANH TRANG YEN NHI NHAT HA DO YEN DIEU LINH TUAN ANH TRA GIANG DO TU THI BINH THANH VAN VAN TOAN THANH THAO NHU THAO THI THOM NGUYEN DUONG NGOC HUYEN NGOC HUONG THUY DUONG |
| 背景進行                             | NGOC THO HA NGAN スタジオ・ユニ 越膳滝美 中島美枝子 氏家こはく 坂場真琴 宮良子 コミックス・ウェーブ・フィルム 友澤優帆 小原まりこ 藤井王之王 知本祐太 |
| 恐竜CGアニメーション                 | MORIE Inc. |
| CGアニメーションスーパーバイザー     | 森江康太 |
| CGアニメーター                       | 小川光悦 菅原悠也 丹原亮 東孝太郎 |
| CGキャラクターモデラー               | 木寺桂 冨田直人 的場一樹 |
| リギングアーティスト                 | 田島誠人 白井麻理江 |
| コンポジター                         | 柴野剛宏 |
| テクニカルアーティスト               | 髙畑和哉 伊藤浩之 |
| プロダクションマネージャー           | 大野陽祐 |
| 3DCGプロップデザイン                 | オクティグラフィカ 神林憲和 沖田貢靖 郷原市子 林太朗 アロフト株式会社 小野悌一 増田俊浩 今井宏之 |
| モニター・プロップデザイン           | 有馬トモユキ(日本デザインセンター) 宮﨑真一朗 和泉俊樹 安藤真生(日本デザインセンター) 瀬島卓也(ARCH) |
| 撮影監督                             | 末弘孝史 |
| 撮影特殊効果                         | 大矢創太 アニメフィルム |
| 監修                                 | 熊谷正弘 |
| コンポジット                         | ひろちけんじ 桶田一展 西山朋広 山田廣明 倉田佳美 鈴木浩司 松澤秀子 大森美奈子 手塚智鶴子 木次美則 土岐浩司 貞松寿幸 羽鳥貢 山口則和 安野禄乃 花井延昌 梅田俊之 |
| 特殊効果                             | 佐藤香織 |
| 撮影協力                             | エース・クリエイション 山本耕平 高橋芳美 小林慎吾 松澤浩之 今井雅士 斎藤秋男 T2studio 上田程之 江間常高 荘子賢 赤尾英美 許凱媛 MADBOX 大滝玲可 布山実紀 井関大智 伏原あかね 継岡夢月 川下裕樹(撮影管理) グラフィニカ 棚田耕平 栗原晴美 蔡彩云 中澤光里 アスラフィルム 大滝賢一 川村綾 小島慎太朗 住吉翔太 宮下加奈 Assez Finaud Fabric. 奥井厚子 大内香苗 難波史 EXPLOSION 浜尾繁光 平郡啓子 木下尚也 山田紗弓 江藤英毅 大村千賀 旭プロダクション 山杢光 横尾和美 元木洋介 |
| スクリプト開発                       | 飯島亮 新井拓己 ボンズ撮影部 J.C.STAFF撮影部 黒澤豊 野口優輔 |
| 線撮協力                             | 旭プロダクション アスラフィルム サテライト 戯画プロダクション 颱風グラフィックス Assez Finaud Fabric. EXPLOSION エース・クリエイション |
| 編集                                 | 小島俊彦 |
| 編集スタジオ                         | 岡安プロモーション |
| 編集助手                             | 藤本理子 山田健太郎 |
| パート編集協力                       | 依田伸隆(10GAUGE) |
| ポストプロダクション                 | 東京現像所 |
| HD編集                               | 菊池亮 金沢佳明 |
| DCPマスタリング                      | 千木良保宣 脇坂美緒 |
| ラボ・デスク                         | 古澤嶺美 |
| ラボ・マネージメント                 | 塩田雅基 |
| 録音監督                             | 田中章喜 |
| 音響効果                             | 北田雅也 |
| 音響制作                             | AUDIO PLANNING U |
| ミキサー                             | 山本寿 田口信孝 |
| アシスタント・ミキサー               | 原田純次 |
| 音響制作デスク                       | 太田恵理子 |
| 音響効果助手                         | 北垣杏里 |
| フォーリーエディター                 | 佐藤杜美 |
| フォーリー                           | 東宝スタジオ 東宝スタジオサービス 東宝ポストプロダクションセンター |
| 東宝スタジオコーディネート           | 立川千秋 早川文人 西野尾貞明 |
| 東宝スタジオスタッフ                 | 恵福幸栄 藤島敬弘 |
|                                      | ドルビーサラウンド7.1 一部上映館を除く |
| ドルビーサウンドコンサルタント       | 河東努 |
| 音楽                                 | 服部隆之 |
| 背景音楽制作                         | |
| レコーディング・ミキシングエンジニア | 小幡幹男 |
| アシスタントエンジニア               | 佐藤千恵 |
| レコーディング・スタジオ             | サウンドインスタジオ |
| 主題歌/サラウンドミックスエンジニア  | 青柳延幸 |
| コーディネート                       | 関谷典子 |
| 制作                                 | 荒木浩三 澤原豊 |
| オープニングアニメーション           | |
| ディレクター                         | 横嶋俊久 |
| CGIディレクター/演出                 | 齊藤広樹 |
| 進化パート作画 作画                  | 大谷たらふ |
| アシスタント                         | 西本浩介 |
| モデリングチーフ                     | 小林涼 |
| モデリング                           | 岡田梨沙 菊澤正浩 加藤緑里 |
| アニメーション                       | 齊藤広樹 |
| キャラクターテクスチャ               | 成田優姫 |
| CGアシスタント                       | 三浦康子 |
| 美術監督                             | 金子雄司 |
| 背景                                 | 青写真 後藤太郎 中村謙 金子雄司 |
| 背景2Dワークス                       | 杉原有紀 亀山颯太 |
| 撮影/編集                            | 齊藤広樹 横嶋俊久 |
| 制作進行                             | 長畑大海 |
| アニメーションプロデューサー         | 佐々木貴之 |
| クリエイティブプロデューサー         | 水崎淳平 |
| アニメーション制作                   | 有限会社 神風動画 |
| エンディングアニメーション           | |
| 絵コンテ/演出                        | 今井一暁 |
| 作画                                 | 小島崇史 |
| 音楽協力                             | テレビ朝日ミュージック |
| 協力                                 | 北海道テレビ 青森朝日放送 岩手朝日テレビ 東日本放送 秋田朝日放送 山形テレビ 福島放送 新潟テレビ21 長野朝日放送 静岡朝日テレビ 北陸朝日放送 名古屋テレビ放送 朝日放送 広島ホームテレビ 山口朝日放送 瀬戸内海放送 愛媛朝日テレビ 九州朝日放送 長崎文化放送 熊本朝日放送 大分朝日放送 鹿児島放送 琉球朝日放送 川崎市 藤子・F・不二雄ミュージアム 高岡市 藤子・F・不二雄ふるさとギャラリー 福井県立恐竜博物館 |
| 監修協力                             | 柴田正輝 湯川弘一 |
| 取材/企画協力                        | 竹内利寿 薗田哲平 |
| 恐竜グラフィックイラスト協力         | 服部雅人 |
| アニメーション協力                   | ベガエンタテイメント 滝島久美子 河村武雄 馬場潤 本田遼太郎 玉寄嘉章 Wish 石川直樹 |
| 車両協力                             | 小松通商(株) |
| アフレコ台本印刷                     | (株)三交社 |
| 制作事務                             | 平山友紀 |
| 制作進行                             | 山浦聡士 南波春樹 |
| 制作進行補佐                         | 宮越綾香 立花優奈 佐々木彩香 吉田拓斗 原口航詩 阿部悟 鈴木裕介 |
| 設定制作                             | 小笠原卓也 |
| 制作デスク補佐                       | 野田祐司 関口勇聖 |
| 制作デスク                           | 篠田宇俊 武井健 落合竜太郎 |
| 協力制作                             | 長南佳志 中島進 谷澤吉紀 紙谷泰吏 増谷大輔 |
| チーフプロデューサー                 | 小林順子 大金修一 |
| プロデューサー                       | 佐藤大真 川北桃子 勝山健晴 |
| まんが                               | むぎわらしんたろう 「映画ドラえもん のび太の新恐竜」(コロコロコミック連載) ときわ藍 「映画ドラえもん のび太の新恐竜 ～ふたごのキューとミュー～」(ちゃお連載) |
| 小説                                 | 「小説 映画ドラえもん のび太の新恐竜」 (小学館文庫・小学館ジュニア文庫) 涌井学 |
| 掲載                                 | 小学館の児童誌 ベビーブック めばえ 幼稚園 学習幼稚園 小学一年生 小学8年生 ぷっちぐみ ちゃお 月刊コロコロコミック 別冊コロコロコミック コロコロイチバン! てれびくん |
| プロモーションオーガナイザー         | 赤津一彦 |
| 宣伝プロデューサー                   | 宮千香子 土肥直人 |
| 宣伝                                 | 幕内一男 三浦英明 下森翠 佐々木啓乃 窪田義弘 須賀航平 宮田朋子 坂入可奈子 浅原聡子 山口泰弘 |
| 予告編制作                           | 蔦川亜希 林崎ともみ |
| 予告編演出                           | 依田伸隆 |
| トータル・アートディレクター         | 浜辺明弘 |
| デザイナー/イラストレーター          | 佐藤里奈 |
| コピーライター                       | 三井明子 |
| オフィシャルWEB                      | 村田大典 蓮沼祐治 |
| ドラえもんチャンネル                 | 清水智美 片原泰志 |
| おまけ映像                           | 山口晋 丸山宏一 藤原巧和 河合伸治 杉崎聡 増泉路子 |
| テレビアニメーションプロデューサー   | 遠藤一樹 河西麻利子 |
| プロモーションプロデュース           | 森文彦 中村航平 林郁美 佐々木礼子 八木征志 後藤正太郎 島田正吾 |
| 「映画ドラえもん」制作委員会         | 天野賢 馬場亮一 カリー知子 宮澤英太郎 石井麻衣子 石関暁 今井統人 相賀信宏 大藪百合 熊内真弓 小西麻理 庄野樹 徳山雅記 戸高伸一郎 畑中雅美 藤河秀雄 藤田健一 松井聡 丸澤滋 山田卓司 脇立樹 磯田ゆう 水出和樹 芝高啓介 御手洗綾子 野﨑裕子 鶴崎りか 浅田幸男 佐藤絵里子 中村快 北條暁子 田中聡敏 藤澤佑介 清田宏美 小林孝 尾﨑瑞季 鈴木ひとみ 松下友美 南一輝 平川友香理 秋田純 小西佑平 大谷絵里 吉永裕香 |
| 配給                                 | 東宝 |
| 製作                                 | 藤子プロ FUJIKO PRO 小学館 テレビ朝日 ADKエモーションズ ShoPro シンエイ動画 |
| 脚本                                 | 川村元気 |
| 監督                                 | 今井一暁 |
|                                      | ©藤子プロ・小学館・テレビ朝日・シンエイ・ADK 2020 |

## 設定
新恐竜
「宇宙完全大百科」にも載っていない新種の羽毛恐竜。体毛はオスが緑色、メスがピンク色をしている。滑空で空を飛行することができ、魚を主食とする。白亜紀の時代において弱者であったために移動生活を余儀なくされ、最終的に島（ノビサウルスランド）へと渡り独自の繁栄を遂げた。島にある巨大化したジャングルジムに巣を作っている。
巨大隕石
本作にて恐竜絶滅の原因となった張本人。ユカタン半島に落下してとてつもない大爆発を起こし、地球全土を瞬く間に燃やし尽くしてしまった（ドラえもんたちはノビサウルスランドにありったけの恐竜を避難させ絶滅の危機から救った）。
ノビサウルスランド
ドラえもんが出した「飼育用ジオラマセット」にのび太が付けた名称。ジオラマはジュラ紀で誤って落とした際にサイズ調節機能が壊れて巨大化。白亜紀までの間に自然の島のような姿となり、新恐竜たちが棲息した。
- 小説版

ジオラマが外界と切り離せるため歴史に干渉しない。また、現代に至るまで島が現存している描写がある。

## おまけ映像
第2期の映画では恒例となっている、エンドロール後のおまけ映像（次作の予告）は、恐竜に乗るドラえもん→背景が宇宙に変化→巨大戦艦がロケットを襲う→2021年公開決定！→土星のような輪を持つ惑星。その後2020年11月16日に『映画ドラえもん のび太の宇宙小戦争 2021』が発表された。

## 製作

### 企画
2020年が「『ドラえもん』連載開始50周年」、「映画40作目」「2020年東京オリンピック」というタイミングにあたるほか、『のび太の恐竜』（1980年、映画1作目）、『のび太の恐竜2006』（2006年、声優交代後1作目）とこれまでも節目では藤子Fが愛好した「恐竜」を扱っていた。このことから藤子プロは映画40作目のテーマを「恐竜」に決定し、『のび太の宝島』公開後、今井と川村に監督と脚本のオファーが出され、再度コンビを組む事となる。
川村によると藤子プロからのオーダーは子供が楽しめる「恐竜」や「コメディ」の要素に加え、「人類の進化」や「『のび太の恐竜』に対するオマージュ」といった親世代も楽しめる要素であり、それらをどう組み合わせるのかが難しいお題であったという。さらには『のび太の恐竜』、『のび太と竜の騎士』（1987年）、『のび太の恐竜2006』で既に「恐竜」が3作あるため、当初は「やることがない」と怯んだとも語っている。だが絶滅したとされる恐竜も最新の学説ではそうではなく、「なぜ恐竜は絶滅していないのか」「どういう形で生き残っているのか」ということを物語にすれば良いのではないかとシンプルに思い、「違うものを作るというよりかは、その先に描くべき物が自然に見つかるんではないか」という考えに至る。
今井は40周年作品よりテーマとして「恐竜」を扱うことに対してプレッシャーを感じつつも、川村と今の時代にふさわしいものを恐竜でどう作るか話し合ったという。また、タイトルである『新恐竜』に関しては川村による強い思いと考えがあり、採用されることとなった。

### 脚本
ストーリーのプロットとしては『のび太の恐竜』をあえて踏襲する形を取り、そこに最新の恐竜学説や滑空する羽毛恐竜などの要素を盛り込むことで、異なる物語へ展開していく構成である。今井によると最初はまったく違う話を考えていたらしく、シナリオを練るうちに新しい学説などを踏まえ、同じプロットで『のび太の恐竜』を作ったらどんな話になるか考えたことが出発地点になったという。
川村は『のび太の恐竜』と同じく卵を拾ってきて孵化させる展開はわざとであり、双子が生まれてくる瞬間からパラレルワールドだとしている。スネ夫役の関智一は映画の見どころとして「世界線」を挙げ、その中で『のび太の恐竜』と『のび太の新恐竜』のシンクロについて言及し、もしかしたらと前置きしつつ、どこかの分岐点でそれぞれのお話になっていくSF要素（サイエンス・フィクションではなく藤子・F・不二雄が提唱する「すこし・不思議」）を感じさせると発言している。実際に作中では両作間のつながりを暗示する場面が存在するが、メディアミックス作品ごとに描写や扱いが異なって描かれる。映画・小説・ゲームでは仄めかす程度にとどめている一方、むぎわらしんたろうによる映画ストーリー（漫画）では、明確に『のび太の恐竜』の後の物語として展開する。
「恐竜」に加え取り上げられたテーマは「進化」と「ダイバーシティ（多様性）」である。川村は本作の発表時「多様性が叫ばれる中、それが綺麗事ではなく、人類の進化への歩みであることを語りたい」とコメントしていた。また、別のインタビューでは多様性が「弱者と共存しましょう」という話になりがちなことに違和感を覚えたこと、それが綺麗事でなく生物がサバイブするための必要条件だということをエンターテインメントとして描いたと語っている。
今井も他者との違いが進化の本質とし、そこに「人と人の違いをプラスに考えよう」といったダイバーシティの要素を重ねることで、恐竜を通しそういった部分を描けるのではないかと気付いたという。

### 作画
キャラクターデザインとしてアニメーターの小島崇史が初登板。小島は『のび太の宝島』において、のび太が長回しで走る場面の原画を担当していた。
作画は『のび太の恐竜2006』と同様にキャラクターから影を排しているのが特徴となっており、これは小島の意見が反映されたものである。ただし場面によっては光源や時間帯、天候などに合わせ影を付け加えている。影に対しハイライトは意欲的に扱っており、本作ではドラえもんの頭やのび太たちの髪の毛へ基本的にハイライトが描き込まれている。また差し込む光に対し、キャラクターなどの描線にハイライトを重ねるといった手法を採用している。
そのほか、のび太たちの頬の赤らみ（頬ブラシ）をぼかさず丸い輪郭で表現し、物語の序盤（恐竜博のシーン）で着ている私服は『のび太の恐竜2006』のデザインを使用している。

### 3DCG
本作では大部分の恐竜が3DCGであり、これは福井県立恐竜博物館のアドバイスを参考に表現した。
CGアニメーションスーパーバイザーを務めた森江康太は、2018年夏におまけ映像に登場する恐竜のCGをまず依頼されており、本作も含めた制作期間としては1年以上関わっている。NHKの恐竜番組を手がけ、恐竜を研究していたことがオファーのきっかけとなった。インタビュー内で森江は表現と再現の差異に言及しており、本作では再現ではなくアニメならではの表現に舵をきったこと、試行錯誤をしながらアイデアを提案したことを語っている。
今井は「いい意味での違和感、主人公たちとは違う時代・世界の存在という異物感、恐竜なりの存在感」を際立たせ、3Dの良さを消さずに全体的なセルアニメの世界の中に入れ込む方法を試行錯誤したという。
恐竜のモデルは鱗まで細かく造形された上で、アニメ調ではなく図鑑イラストのような仕上げが施された。
CGで表現された恐竜は25種。約140カットに登場し、1カットに登場する恐竜は最大で200体を超えた。

### ゲスト声優
ゲスト声優は木村拓哉と渡辺直美。木村と渡辺は発表後、本作の応援キャプテン、応援副キャプテンに就任した。『ドラえもん のび太の南極カチコチ大冒険』以来出演していた高橋茂雄は本作には出演せず、通常放送で2020年1月25日開始の関連コーナー「スネ夫としげおの君も今日から恐竜博士」への出演・後述の関連番組でナレーターを担当し、弘中綾香と共にスペシャルサポーターを務める。
木村拓哉が演じるジルは、「最初は悪党のようだが、実は恐竜が大好きで熱い思いを秘めた科学者」という設定であり、今井はカッコよさと色気のある声を想定していた。ダメもとで本人にオファーしたところ、引き受けられた時は驚いたと「ABEMA TIMES」とのインタビューの中で振り返っており、実際に声を聴いた時も想定以上だったと話している。木村自身も『ドラえもん』と自分の少年時代と密接な関係にあった分、オファーを受けた際にはどっきり番組だと思ってしまったと「コロコロコミック」とのインタビューの中で振り返っており、実際に台本を手にした後に、自身が演じるジルが出てくるページ全てに付箋を貼ったり、セリフにマーカーを引くうちに作品の中に入っていく実感があったとも話している。
渡辺の演じるナタリーは、（ジルと無線通信でやり取りする間柄という都合上）初登場が唇のアップであるため、一瞬『ドラえもん』の登場人物かと思うほどセクシーだったとオリコンとのインタビューの中で話す。また、渡辺はドラえもん達レギュラーメンバーと、ジルとナタリーの大人たちのシリアスな感じのメリハリがあって面白いと話す一方、ジル達を見て怖がる年少の観客や、やや年長の観客の中には彼らの事情を理解する者が出てくるかもしれないと話している。

## 公開
2020年2月16日、東京国際フォーラムにて完成披露試写会を開催。
同月27日、新型コロナウイルス感染症（COVID-19）流行の影響で、公開日を3月6日から延期することが報じられ、これにより公開日の表示は「近日公開」となったが、一部の関連商品は当初の予定通りに発売された。
3月19日、正式な公開日が8月7日に決定。同日公開予定だった『STAND BY ME ドラえもん 2』は延期となったが、その後の10月7日に11月20日に公開されると発表された。また、7月13日には、8月7日の公開日を「新・公開日」と表記した最新ポスター、スペシャル映像「〜いよいよ始まる大冒険ver.〜」、「『映画ドラえもん のび太の新恐竜』SPコンテンツまとめサイト」、7月17日には、新型コロナウイルス感染症（COVID-19）予防対策を盛り込んだ映画鑑賞マナー「ドラえもんの新しい映画様式」のポスターおよび30秒Ver.動画が公開された。
8月7日、全国劇場公開。
翌日、公開記念舞台挨拶中継が開催され、「スペシャル映像 ひみつ道具篇」も合わせて公開された。

## 興行成績
全国377スクリーンで公開され、2020年8月8～9日の土日二日間で動員33万4000人、興収4億1300万円をあげ初登場1位を獲得、7日（初日）から10日（月・祝日）までの4日間の累計では動員63万人、興収7億6100万円を超えた。しかし、前述の通り新型コロナウイルス感染症の影響で前作『ドラえもん のび太の月面探査記』の初登場土日2日間の興収6億9600万円の成績を大きく下回り、同じ監督・脚本による『ドラえもん のび太の宝島』と比較すると半分以下になっている。最終的な興収は33.5億円となり、直後に東日本大震災が発生して不入りとなった2011年の『ドラえもん 新・のび太と鉄人兵団 〜はばたけ 天使たち〜』以来、9年ぶりの低水準となった。
|                               | 動員数 （万人） | 動員数 （万人） | 動員数 （万人） | 興行収入 （億円） | 興行収入 （億円） | 備考                                    |
| 週末                          | 週末            | 累計            | 週末            | 累計              |                   | 備考                                    |
| ----------------------------- | --------------- | --------------- | --------------- | ----------------- | ----------------- | --------------------------------------- |
| 1週目の週末 (8月8日・9日)     | 1位             | 33.4            |                 | 4.13              | 5.5               | 10日まで累計興収7.6億円、動員63.1万人   |
| 2週目の週末 (8月15日・16日)   | 2位             | 23.0            | 138.5           | 2.86              | 16.6              |                                         |
| 3週目の週末 (8月22日・23日)   | 2位             | 16.4            | 183.6           | 2.03              | 22.0              |                                         |
| 4週目の週末 (8月29日・30日)   | 2位             | 15.1            | 208.0           | 1.86              | 24.9              |                                         |
| 5週目の週末 (9月5日・6日)     | 2位             | 11.1            | 224.2           | 1.39              | 26.9              |                                         |
| 6週目の週末 (9月12日・13日)   | 3位             |                 | 236.3           | 1.14              | 28.4              |                                         |
| 7週目の週末 (9月19日・20日)   | 6位             |                 |                 | 0.77              | 29.5              | 22日まで累計興収30.5億円、動員253.1万人 |
| 8週目の週末 (9月26日・27日)   | 7位             |                 | 258.6           | 0.58              | 31.2              |                                         |
| 9週目の週末 (10月3日・4日)    | 7位             |                 | 263.4           | 0.40              | 31.7              |                                         |
| 10週目の週末 (10月10日・11日) | 6位             |                 | 267.2           | 0.36              | 32.2              |                                         |
| 11週目の週末 (10月17日・18日) | 10位            |                 | 269.7           | 0.24              | 32.5              |                                         |
| 12週目の週末 (10月24日・25日) | -               |                 | 271.4           | 0.16              | 32.7              |                                         |

## 受賞
第38回ゴールデングロス賞優秀銀賞を受賞した。

## 音楽

### 主題歌
「Birthday」/「君と重ねたモノローグ」（W主題歌）
歌 - Mr.Children / 作詞・作曲 - 桜井和寿 / 編曲：Mr.Children, Steve Fitzmaurice, ケン・マスイ
2020年2月19日、「スペシャルPV 〜Mr.Children W主題歌ver.〜」が公開され、両A面シングルで3月4日に発売。映画公式サイトでは、映画シリーズ初のW主題歌としている。また、Mr.Childrenが1つの作品に主題歌を2曲書き下ろすのも初となる。
両曲ともに本編内で使用されたが、エンディングテーマとしては『Birthday』のみ流された。

### サウンドトラック
『「映画ドラえもん のび太の新恐竜」オリジナル・サウンドトラック』のタイトルで2020年3月4日に発売。全40曲収録。
| #   | タイトル                            | 作詞 | 作曲・編曲 |
| --- | ----------------------------------- | ---- | ---------- |
| 1.  | 「プロローグ」                      |      |            |
| 2.  | 「太古からの声」                    |      |            |
| 3.  | 「メインテーマ 〜いのちの進化」     |      |            |
| 4.  | 「のび太とキュー 〜誕生」           |      |            |
| 5.  | 「恐竜って何だろう」                |      |            |
| 6.  | 「似たものどうし」                  |      |            |
| 7.  | 「急病」                            |      |            |
| 8.  | 「ジオラマを作ろう」                |      |            |
| 9.  | 「ノビサウルスランドへようこそ」    |      |            |
| 10. | 「ママに見つかっちゃう!」           |      |            |
| 11. | 「のび太とキュー 〜約束された別れ」 |      |            |
| 12. | 「メインテーマ 〜いざ白亜紀へ!」    |      |            |
| 13. | 「ジュラ紀」                        |      |            |
| 14. | 「恐竜たちの闘い」                  |      |            |
| 15. | 「メインテーマ 〜恐竜たちの世界」   |      |            |
| 16. | 「たまご探検隊!」                   |      |            |
| 17. | 「キャンプでお泊まり」              |      |            |
| 18. | 「謎の二人」                        |      |            |
| 19. | 「迫るプテラノドン」                |      |            |
| 20. | 「たまご探検隊!!」                  |      |            |
| 21. | 「ティラノサウルス」                |      |            |
| 22. | 「恐竜と友だちになろう!」           |      |            |
| 23. | 「たまご探検隊!!!」                 |      |            |
| 24. | 「巨大な足跡」                      |      |            |
| 25. | 「忍び寄る恐竜」                    |      |            |
| 26. | 「巨大翼竜襲来」                    |      |            |
| 27. | 「再会」                            |      |            |
| 28. | 「ジルとナタリー」                  |      |            |
| 29. | 「メインテーマ 〜新恐竜」           |      |            |
| 30. | 「どうして」                        |      |            |
| 31. | 「ジルの狙い」                      |      |            |
| 32. | 「すれ違い」                        |      |            |
| 33. | 「のび太とキュー 〜約束」           |      |            |
| 34. | 「絶滅」                            |      |            |
| 35. | 「抵抗」                            |      |            |
| 36. | 「希望 〜ノビサウルスランド再び」   |      |            |
| 37. | 「恐竜救出作戦」                    |      |            |
| 38. | 「熱風」                            |      |            |
| 39. | 「のび太とキュー 〜二つの進化」     |      |            |
| 40. | 「メインテーマ 〜鳥へ」             |      |            |

## メディア媒体
2020年12月16日、Blu-rayとDVDが発売。プレミアム版の特典として、クリアシール、縮刷版シナリオ(112P)などが封入。

## テレビ放送
2022年2月26日、「映画ドラえもん」シリーズ41作目『のび太の宇宙小戦争2021』の公開に先立って、シリーズ40作目の本作がテレビ朝日系でテレビ初放送された。4月23日にはWOWOWの「メガヒット劇場」内にてノーカット放送された。

## 漫画

### 『映画ストーリー「映画ドラえもん のび太の新恐竜」』
むぎわらしんたろう作（原作 - 藤子・F・不二雄、脚本 - 川村元気）。「大長編シリーズ」では映画と同じく『のび太の宇宙英雄記』以来4年ぶりとなり、通算31作目となる。『月刊コロコロコミック』2019年10月号 - 2020年3月号連載。単行本は2020年3月25日発売。ドラえもんチャンネルで期間限定の特別公開も行われ、2019年10月15日 - 11月14日に第1話、11月15日 - 12月12日に第2話、12月13日 - 2020年1月14日に第3話、1月15日 - 2月14日に第4話、2月15日 - 3月14日に第5話が公開された。『月刊コロコロコミック』誌上での連載は第6話（のび太とキューが隕石の落下を目撃する場面）までとなっており、物語のラストは単行本に掲載する形で完結した。

### 『映画 ドラえもん のび太の新恐竜〜ふたごのキューとミュー〜』
ときわ藍作（原作 - 藤子・F・不二雄、脚本 - 川村元気、協力 - むぎわらしんたろう）。本作のコミカライズとして『ちゃお』2020年1月号 - 4月号連載。単行本は2020年3月4日発売。連載第1回は一部ページをむぎわらが執筆するほか、ときわとむぎわらの対談が掲載された。のび太と新恐竜のキューとミューとの日常をメインに捉えた外伝ストーリーであり、映画のシナリオをなぞりつつも本作独自の描写や映画のラストを先取りした場面（のび太が逆上がりを成功させる）が描かれた。のび太たちが後期白亜紀へ出発するところで物語は完結となる。外伝ストーリーが単品で発売されるのは本作が初である。

### 『映画 ドラえもん のび太の新恐竜 まんがBOOK』
入場者特典。全5種で全て表紙カバー及び内容が異なる。内容は映画に登場するキャラクター・恐竜・ひみつ道具を紹介する「映画まるごと おたのしみ図鑑」、映画にちなんだ「ドラえもん カラーまんがセレクション」、『ドラえもん』の歴史を振り返る「ドラえもん 50年のあゆみ」。

### 漫画配信
本作の公開に先駆けて、漫画『ドラえもん』の大長編過去作と恐竜関連短編の無料公開が行われた。
ドラえもんチャンネル×コロコロコミック共同企画 大長編ドラえもん 5タイトル連続全編丸ごと公開!!
2020年4月23日より開始。『大長編ドラえもん』から5作品を期間限定で公開。
| VOL | タイトル                      | 配信期間          |
| --- | ----------------------------- | ----------------- |
| 5   | ドラえもん のび太の魔界大冒険 | 4月23日 - 5月14日 |
| 3   | ドラえもん のび太の大魔境     | 5月14日 - 6月4日  |
| 8   | ドラえもん のび太と竜の騎士   | 6月4日 - 6月25日  |
| 7   | ドラえもん のび太と鉄人兵団   | 6月25日 - 7月16日 |
| 1   | ドラえもん のび太の恐竜       | 7月16日 - 8月6日  |

2020年8月7日公開記念 恐竜エピソード+α12話一挙公開!
てんとう虫コミックス『ドラえもん』より恐竜・古代生物などが登場する12作品を、SPコンテンツまとめサイトにて公開。期間は2020年7月14日午前10時から7月16日午後11時59分。
| 巻数 | タイトル               |
| ---- | ---------------------- |
| 2    | 恐竜ハンター           |
| 5    | 地球製造法             |
| 6    | ネッシーがくる         |
| 8    | 進化退化放射線源       |
| 11   | 化石大発見!            |
| 16   | 宇宙ターザン           |
| 17   | 紙工作が大あばれ       |
| 31   | 時門で長〜い一日       |
| 31   | 恐竜さん日本へどうぞ   |
| 38   | 石器時代のホテル       |
| 44   | 恐竜の足あと発見       |
| 45   | 自然観察プラモシリーズ |

## その他の関連作品

### 小説
『小説 映画ドラえもん のび太の新恐竜』のタイトルで2020年2月6日に小学館ジュニア文庫より新書判、小学館文庫より文庫判が発売。文庫判は2月14日に電子書籍版が発売。執筆は『小説 映画ドラえもん のび太の宝島』に引き続き涌井学が手がける。

### 家庭用ゲーム
Nintendo Switch用ソフト『ゲーム ドラえもん のび太の新恐竜』が2020年3月5日にフリューより発売。

## コラボ企画

### きみが発掘した新恐竜イラストコンテスト
映画公開を記念し、オリジナルの恐竜を募集したイラストコンテスト。最優秀賞は応募先共通で映画パンフレットに応募作品と名前が掲載されるほか、映画パンフレットと『大長編ドラえもん』1巻から24巻のセットが、優秀賞は応募先によって別々の商品がプレゼントされる。

#### 応募先別優秀賞
- 上映館 - オリジナルポスター
- テレビ朝日 - 出演声優陣直筆サイン入り映画ポスター&番組内で作品披露
- 川崎市藤子・F・不二雄ミュージアム - 特別仕様の入館券とミュージアムショップ限定グッズ詰め合わせ
- 高岡市藤子・F・不二雄ふるさとギャラリー - ピンバッジとポストカードセットとギャラリーショップ限定グッズ詰め合わせ
- ドラえもんわくわくスカイ・パーク - スカイ・パークショップ限定グッズの詰め合わせ
- 福井県立恐竜博物館 - フクイサウルス&フクイラプトルの白色フィギュアセット
- LIVE DAM Ai - LIVE DAM&LIVE DAM Aiにデュアル映像として配信
- 浅田飴・ドラえもんチャンネル - ドラえもん最新玩具
- ドラキッズ・小学館アカデミー - オリジナルエコバッグ&QUOカード[54]
- ベビーブック・めばえ・幼稚園・小学一年生・小学8年生・てれびくん・月刊コロコロコミック・コロコロイチバン!・ぷっちぐみ・ちゃお - ゲームソフト『ゲーム ドラえもん のび太の新恐竜』（後述）のゲーム本編に出演

### テレビシリーズ

#### オープニング・エンディング
2020年4月25日放送分よりテレビシリーズのオープニング映像が一部リニューアル。シーン毎に恐竜が新たに追加されたほか、映画本編の映像が挿入された。同日にテレビ朝日のYouTubeチャンネルにてオープニング映像を動画として公開。2020年1月11日放送分よりエンディングテーマが映画主題歌『Birthday』に切り替わり、映像も映画本編を編集した物となる。5月23日放送分より再びエンディング映像がリニューアルし新規の映像が追加されたほか、映像内に主題歌の歌詞が演出として組み込まれた。7月29日に動画を公開。オープニングディレクターおよびエンディング制作は10GAUGEの依田伸隆が担当。オープニング・エンディング映像共に10月3日まで使用された。

#### 君も今日から恐竜博士
2020年1月18日から3月7日にかけて、テレビシリーズのミニコーナーとして全8回が放送された。第1 - 7回のタイトル名は「スネ夫としげおの君も今日から恐竜博士」表記でタイトル通りスネ夫と高橋茂雄が出演し、第8回は「映画ドラえもん のび太の新恐竜スペシャル!」としてドラえもんが出演。全編に渡り福井県立恐竜博物館の研究員である薗田哲平が解説を担当した。のちに動画版がテレビ朝日のYouTubeチャンネルにて公開。
スタッフ
- コンテ・演出 - 善聡一郎
- 作画 - 大武正枝
- 出演 - 高橋茂雄（サバンナ）、薗田哲平（福井県立恐竜博物館）
- ディレクター - 昼間達樹

#### ドラガオじゃんけん
2020年1月18日 - 3月28日および7月4日 - 放送分は、映画に登場する「探検隊セット」を身に付けたドラえもんがじゃんけんを担当した。

#### キュー&ミューどーこだ?
2020年7月4日 - 7月11日、7月25日 - 8月1日放送分で挿入されたミニコーナー。画面の中に隠れたキューとミューを探す。7月4日 - 7月11日は福井県立恐竜博物館、8月1日は川崎市藤子・F・不二雄ミュージアムが画面のロケ地となった。

### テレビ朝日・六本木ヒルズ 夏祭り SUMMER STATION
2019年7月13日 - 8月25日の期間中、「ドラえもん ARアトラクション 恐竜大冒険」が設置。

### ドラえもん映画祭2020
本作の上映を記念し、東京・神保町シアターにて2020年2月1日から3月2日に渡って『のび太の恐竜』から『のび太の南極カチコチ大冒険』までの37作品と藤子・F・不二雄原作の併映19作品の連続上映が開催された（当初は3月5日まで、長編39作品の上映予定だったが、コロナウイルス感染症流行に伴う映画館自粛に伴い終了となったため、終盤に上映予定だった『のび太の宝島』『のび太の月面探査記』は上映されなかった）。その後、7月25日から8月6日にかけて「ドラえもん映画祭2020アンコール上映」として、中止になった分の上映が行われた。

### 首都圏の鉄道会社
- 西武鉄道：2020年1月11日から5月10日にかけてスタンプラリーを開催[62]。また、この企画に合わせ、当作品のラッピング電車が運行されている[63]。※映画公開延期に伴い、2020年3月5日をもってスタンプラリー(ファーストステージ)を一旦終了し、セカンドステージ(3月6日〜5月10日)を映画公開に合わせ2020年夏頃に延期する事を決定した。
- JR東日本横浜支社・小田急電鉄:2020年2月14日から3月29日にかけて2社合同によるスタンプラリーを開催[64]。

### 首都圏以外の鉄道会社
- 西日本旅客鉄道（JR西日本）：映画公開後の9月14日に発表。ドラえもんの舞台となっている東京の鉄道会社以外では初。「どこでもドアで、どこいこう。」キャンペーンを実施し、10月1日から、新型コロナウイルス禍での利用客数減少対策として、期間限定で新幹線・特急含む同社エリアが2日間乗り放題となるなどの「どこでもドアきっぷ」を発売した[65]。

### 『映画ドラえもん のび太の新恐竜』ミーツ ジュラシック・ワールド
ユニバーサル・スタジオ・ジャパンでは、2020年6月8日から7月22日まで期間限定で、映画『ジュラシック・ワールド』とのコラボレーションイベントが開催されていた。

### 関連番組
『映画ドラえもん のび太の新恐竜』公開記念スペシャル
WOWOWプライムにて放送。監督の今井一暁と脚本の川村元気が、映画ドラえもんシリーズや『のび太の新恐竜』について語る特別番組。ナレーションは高橋茂雄（サバンナ）。番組内では『のび太の新恐竜』の初期イメージボードや絵コンテの一部が公開された。
スタッフ
- 構成 - 水野宗徳
- CAM - 阿部安秀
- 音響効果 - 若林雄二
- 編集 - 江原英生
- MA - 渡辺裕太
- 技術協力 - 株式会社あお、FMT
- デスク - 本田東子
- AD - 飯塚恭平
- AP - 冨永哲平
- 演出・ディレクター - 増田真也
- 制作プロデューサー - 松島志保
- プロデューサー - 渡邉数馬
- 取材協力 - 東宝
- 協力 - 藤子プロ・小学館・テレビ朝日・シンエイ動画・ADK
- 制作協力 - NEXTEP
- 製作著作 - WOWOW

「映画ドラえもん のび太の新恐竜」公開記念 映画ドラえもんと恐竜の世界
J:COMオンデマンドにて2020年2月29日から5月31日までに先行独占配信。川村元気のスペシャルインタビューのほか、高橋茂雄（サバンナ）と恐竜くんが恐竜の知識を深めて映画の魅力に迫った。
「映画ドラえもん のび太の新恐竜」公開記念 恐竜・知っトクSP
アニマルプラネットにて2020年2月29日から3月8日に放送。番組内で映画に登場する恐竜について紹介したほか、応募者50名に恐竜柄今治タオルと「映画ドラえもん のび太の新恐竜」ぬいぐるみ（探検隊セットを身に付けたドラえもんがキューとミューの卵を抱いたもの）がセットでプレゼントされるキャンペーンを実施した。
「声優と夜あそび 『映画ドラえもん のび太の新恐竜』公開記念SP!』」
テレビ朝日にて2020年8月5日放送。同日、Abemaビデオで完全版を配信。「アニメLIVEチャンネル」では8月7日配信。『声優と夜あそび』コラボ番組。出演は関智一、木村昴、弘中綾香。出演者3人が映画の見どころを紹介する「『映画ドラえもん のび太の新恐竜』大紹介!」、ジャイアン・スネ夫が『ジャイアンにボエボエ』（キャラクターソング）と映画主題歌『Birthday』を歌う「ジャイアンリサイタル with スネ夫」、テレビシリーズに登場するオリジナルのひみつ道具を考える「ガチ採用を目指せ!俺のひみつ道具!」の3コーナーを行った。Abemaの配信では限定特別編として、弘中をゲストに通常の夜あそび企画を行う第2部が公開された。
「木村さ〜〜ん!」
ドラえもんファンの鬼龍院翔をゲストに『ドラえもん』特集を第106回（8月9日）、第107回（8月16日）に分けて2週連続で無料配信した。

### 福井県立恐竜博物館
映画ドラえもんコーナー
2020年7月14日より館内「ガイダンスルーム」にて開始。ドラえもんと写真撮影ができるほか、『のび太の新恐竜』の絵コンテなど展示が行われる。
どこでも恐竜博物館 PART5「映画ドラえもん のび太の新恐竜に登場する恐竜たち」
YouTubeチャンネル「FukuiDinosaurs」にて2020年7月14日公開。テレビシリーズ『ドラえもん』内ミニコーナー『君も今日から恐竜博士』にも出演した薗田哲平が、骨格標本を交えながら映画に登場する恐竜を紹介する。

### コロコロオンライン特別企画!「映画公開カウントダウン」
2020年8月1日より開始。『コロコロコミック』公式サイト『コロコロオンライン』で行われる、映画公開に向けてのカウントダウン企画。『コロコロコミック』作家陣のコメント・ゲスト声優の木村拓哉、渡辺直美へのインタビュー・水田わさびら声優陣へのインタビューが映画公開まで更新される。

### 公開記念舞台挨拶生中継
2020年8月8日、東京都内で行われる無観客舞台挨拶を、日本全国の映画館10箇所で午前9時30分の回上映後に生中継した。登壇はドラえもん・のび太のほか、ナタリー役の渡辺直美と監督の今井一暁。

### 『てんコミ探偵団 ひみつ道具特捜班』映画公開記念スペシャル
ドラえもんチャンネル内企画「てんコミ探偵団 ひみつ道具特捜班」の特別編。「映画公開記念 動物と友だちになりた〜い!!編」として、「タマゴにまつわるひみつ道具!!」・「動物と仲良くなれる道具」・「のび太が育てた意外なもの」の3章に分けて紹介。